# Christopher Murray
Christopher Murray (Los Ángeles, California, 19 de marzo de 1957) es un actor de televisión estadounidense .

## Vida
Es hijo de los actores Don Murray y Hope Lange, además de hijastro del director de cine Alan J. Pakula, el segundo marido de Lange. 
Apareció en varias películas notables, comenzando con la película de 1976 de Pakula, Todos los hombres del presidente. Apareció en otras dos películas dirigidas por Pakula, See You in the Morning (1989) y The Pelican Brief (1993). También ha aparecido en las películas Soy el queso (1983), Y Dios creó a la mujer (1988), Just Cause (1995), Virtuosity (1995) y Dante's Peak (1997).

## Filmografía
- Carnivàle
- The Agency.
- 7th Heaven.
- The West Wing.
- Hollywood Off-Ramp.
- Buddy Faro.
- Michael Hayes.
- Courthouse.
- Just Cause en 1995.
- The Flash.
- Misfits of Science.
- Knots Landing.
- The Final Wish

### Series
- Beverly Hills, 90210.
- Crossing Jordan.
- JAG.
- Se ha escrito un crimen.
- L. A. Law.
- China Beach.
- Scarecrow and Mrs. King.
- ICarly.
- Zoey 101.